# Krzysztof Pisanka
Krzysztof Pisanka herbu Prus III – skarbnik bracławski w 1676 roku, podstarości wiski w 1668 roku, sędzia grodzki wiski.
Poseł sejmiku wizneńskiego na sejm nadzwyczajny (abdykacyjny) 1668 roku.
Elektor w 1669 roku z ziemi wiskiej.